# Tuchola
Tuchola é um município da Polônia, na voivodia da Cujávia-Pomerânia e no condado de Tuchola. Estende-se por uma área de 17,69 km², com 13 793 habitantes, segundo os censos de 2017, com uma densidade de 779,7 hab/km².